# Liste des villes jumelées d'Italie
 (décembre 2016).

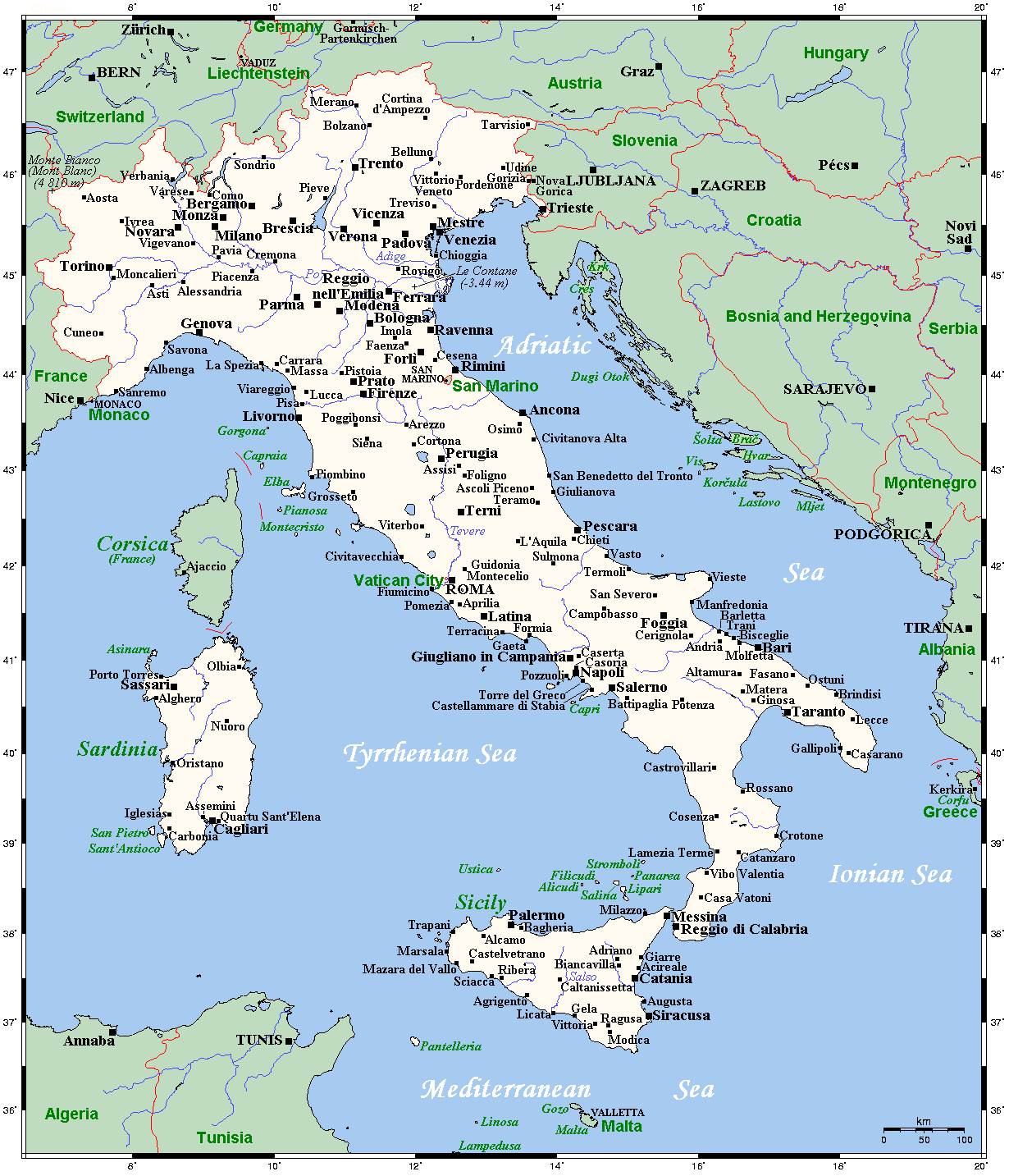
Carte de l’Italie.

Ceci est une liste des villes jumelées d’Italie ayant des liens permanents avec des communautés locales dans d'autres pays. Dans la plupart des cas, en particulier quand elle officialisée par le gouvernement local, l'association est connue comme « jumelage » (même si d'autres termes, tels que « villes partenaires », Sister Cities ou « municipalités de l'amitié » sont parfois utilisés). La plupart des endroits sont des villes, mais cette liste comprend aussi des villages, des districts, comtés, etc., avec des liens similaires.
- Haut – A
- B
- C
- D
- E
- F
- G
- H
- I
- J
- K
- L
- M
- N
- O
- P
- Q
- R
- S
- T
- U
- V
- W
- X
- Y
- Z

## A

### Aoste
| - Chamonix-Mont-Blanc, France - Narbonne, France - Kaolack, Sénégal | - San Giorgio Morgeto, Italie - Sinaia, Roumanie |

## B

### Bellagio
Bellagio est un membre fondateur du Douzelage, une association de jumelage de 23 villes à travers l'Union européenne. Ce jumelage actif a commencé en 1991 et il y a des événements réguliers, comme un marché de produits de chacun des autres pays et festivals.
| - Altea, Espagne - Bad Kötzting, Allemagne - Bundoran, République d’Irlande - Chojna, Pologne - Granville, France - Holstebro, Danemark - Houffalize, Belgique - Judenburg, Autriche | - Karkkila, Finlande - Kőszeg, Hongrie - Marsaskala, Malte - Meerssen, Pays-Bas - Niederanven, Luxembourg - Oxelösund, Suède - Prienai, Lituanie | - Preveza, Grèce - Sesimbra, Portugal - Sherborne, Royaume-Uni - Sigulda, Lettonie - Sušice, République tchèque - Türi, Estonie - Zvolen, Slovaquie |

### Brescia
- Bethléem (Palestine) depuis 2007[7]
- Biancavilla (Italie) depuis 2008[8]
- Bouaké (Côte d'Ivoire) depuis 1966[9]
- Darmstadt (Allemagne) depuis 1991[10]
- Kaunas (Lituanie) depuis 2002[11]
- Logroño (Espagne) depuis le 1er juin 2006[12]
- Maringá (Brésil) depuis 1970[13]
- Toluca (Mexique)[14]
- Troyes (France) depuis le 5 juin 2015[15],[16]

## F

### Florence
- Philadelphie, États-Unis[17]
- Riga, Lettonie[18]
- Cambridge, États-Unis[19]
- Tirana, Albanie[20]
- Reims, France [21]

### Forlì
- Płock, Pologne[22]

## G

### Gaeta
- Cambridge, États-Unis (1982)[19]

### Gênes
- Marseille, France[23]

## L

### Ledro
- Všeň, République tchèque, depuis 2008[24].

## M

### Milan
| - Birmingham, Royaume-Uni - Francfort, Allemagne (1969) - Bethléem, Palestine, depuis 2000, | - Lyon, France, depuis 1967 |  |

## N

### Naples
- Sarajevo, Bosnie-Herzégovine (depuis 1964)[30]

## P

### Pise[31]
- Angers, France, depuis 1982[31]
- Acre, Israël depuis 1998[31]
- Niles (Illinois), États-Unis depuis 1991[31]
- Unna, Allemagne, depuis 1996[31]

## R

### Rome
- Paris, France[32],[33]

## T

### Turin
- Volgograd, Russie[34] et Bordeaux france

## Sources
- (en) Cet article est partiellement ou en totalité issu de l’article de Wikipédia en anglais intitulé « List of twin towns and sister cities in Italy » (voir la liste des auteurs).